# Louis Bonnery
Pour les articles homonymes, voir Bonnery.
Pas d'image ? Cliquez ici

a Compétitions nationales et continentales officielles uniquement.

b Matchs officiels uniquement.
Louis Bonnery, né le 6 octobre 1947 à La Digne-d'Amont dans l'Aude, est un joueur international français de rugby à XIII. Il est actuellement président de la Ligue Occitanie de rugby à XIII et consultant sportif au sein de la chaîne BeIn Sports où il commente les matches de rugby à XIII au côté de Rodolphe Pires et intervient dans l'émission Rugby Pack.

## Biographie
Louis Bonnery mène d'abord une carrière de joueur, il joue à Limoux, Toulouse et devient international. Il évolue alors au poste de trois quart aile en équipe de France.
Le magazine l'Express lui consacre un article en 1971 intitulé « Un intellectuel en milieu sportif ». 
En 2000, il se prête au jeu du portrait chinois avec l'ancienne revue Treize Magazine : on apprend ainsi que son livre préféré est La grande course de Flanagan (livre de Tom McNab) et que son personnage historique préféré est le Général de Gaulle. 
Professeur de sport et d'éducation physique, il a été conseiller technique régional de l'Académie de Montpellier pour le rugby à XIII (1er de sa discipline) de 1971 à 1978, puis directeur technique national (DTN) de cette même discipline de 1979 à 2002, et enfin entraîneur national de rugby à XIII depuis le 31 mai 2002. Il occupe le poste de CTS à la DDCS des Pyrénées-Orientales. Il a été consultant pour plusieurs chaînes de télévision (Canal+, AB sports, Pathé Sports, Sport+, Orange sport (soit plus de 1500 rencontres commentées) et est actuellement consultant pour le Rugby à XIII sur la chaîne beIN Sports depuis sa création en juin 2012. Également animateur avec Rodolphe Pires, le journaliste spécialiste du Rugby à XIII, dans le magazine hebdomadaire de la chaîne beIN Sports « Rugby Pack ». Il est médaillé d'or de la Jeunesse et des Sports (promotion du 14 juillet 1995). Élu au Comité Directeur de la Fédération française de rugby à XIII entre 2004 et 2008, il est aussi Président de la Ligue Languedoc-Roussillon de rugby à XIII. Le prix Daniel Constantini, Carrière éducateur, lui a été décerné en 2011, par l'Académie Française de l'Esprit Sportif (AFSVFP).
Il est, dans les années 2010, consultant sportif sur la chaîne BeIn Sports et intervient dans l'émission Rugby Pack. Pédagogue, il y explique également les phases de jeu du rugby à XIII et les règles d'arbitrage lors de brèves séquences. 
Il exerce également des responsabilités au niveau fédéral : en octobre 2019, on lui confie le dossier des  « Contrats d'objectifs avec la fédération » pour le compte de la Ligue d'Occitanie de rugby à XIII. 
Louis Bonnery exerce un indéniable magistère moral sur la discipline même si, fin des années 2010, il  semble  être plus en retrait à chaque fois qu'éclate une polémique concernant le rugby à XIII (sous-médiatisation, critique du sport...).

## Carrière en rugby à XIII
- International junior, espoir, senior entre 1966 et 1969. Il a joué contre l'Australie[réf. nécessaire], le Pays de Galles[Ref 1] et la Grande-Bretagne.
- Finaliste de la coupe de France Lord Derby en 1976[Ref 2].
- Champion de France avec Limoux XIII (1968)[Ref 3] et Toulouse (1975)[Ref 4].
- Champion de France Cadet avec Limoux XIII (1964).
- Entraîneur de l'équipe de France universitaire de sa création en 1973 jusqu'en 1979 puis de 1991 à 1998 (32 rencontres, 26 victoires, 1 nul, et 5 défaites).

## Clubs
- Limoux XIII : 1967-1974
- Toulouse olympique XIII : 1974-1976

## Publications
- France-Australie, 1986, Cano et Frank, Limoux.
- Le Jeu à XIII, Editions Que sais-je ?, N°2264, 1986.
- Rugby à XIII - technique et Entraînement, 1992, Editions EPS.
- Le Rugby à XIII le plus français du Monde, 1996, Cano et Frank, Limoux.

## Contributions
- Correspondant du Quid de 1985 à 2008.
- Documentaire Envers et contre Tous de Jean-Charles Deniau en 2001.
- La fabrique de l'histoire de France Culture, en 2003.
- Préface de Quand le XIII enflammait la France, Demelin, en 2008.